# Pukkai László
Pukkai László (Alsószeli, 1941. február 17. – Galánta, 2017. január 3.) helytörténész, publicista, magyar–történelem szakos tanár, a Szlovákiai Magyar Pedagógusok Szövetsége első elnöke. Számos helytörténeti, gazdaságtörténeti kiadvány szerzőjeként főként Mátyusföld történelmét tárja fel.

## Élete
A Felvidék nyugati részén elterülő Mátyusföldön, Alsószeliben született. A középiskolát a Galántai Magyar Tannyelvű Gimnáziumban, egyetemi tanulmányait Pozsonyban végezte, ahol magyar–történelem szakos tanári oklevelet szerzett. Egyetemi tanulmányai befejezését követően, 1964-től alma materében, a Galántai Magyar Tannyelvű Gimnáziumban magyar-történelem szakos tanárként tevékenykedett nyugalomba vonulásáig, 2001-ig.
Alapító elnöke volt a Szlovákiai Magyar Pedagógusok Szövetségének, a tisztséget 1994-ig töltötte be. A Csemadok Galántai Területi Választmányának egykori alelnöke, valamint elnökségi tagja volt.

## Művei

### Önálló művei
- A Hanza Szövetkezeti Áruközpont Galánta (1994)
- Mátyusföld I. (2002)
- Gimnázium Mátyusföld központjában 1. (2003)
- Víziók és metamorfózisok fogságában Mátyusföldön (2005)
- Dejiny Javorinky (szlovák nyelvű kiadvány Javorinka történelméről, 2006)
- Gimnázium Mátyusföld központjában 2. (2008)
- A földreformok árnyékában Mátyusföldön 1919-1949 (2010)
- Mátyusföldi lexikon (2014)[3]

### Szerkesztésében, társszerzőként megjelent művei
- Galánta 750 (1987)
- Alsószeli (1990)
- Vága község története (1994)
- Kajal – Nemeskajal (1997)
- Nagyborsa (2004)
- Mátyusföld II. (2005)
- Magyar tanító a Kárpátok alatt (2005)
- Alsószeli 1217-2007 (2007)
- Galánta 770 (2007)
- Kiút a megmaradásba (2008)
- Alsó- és Felsőszeli a 20. században (2010)
- A történelem nyomában a Dudvág Helyi Akciócsoport területén – A cseh út jelentősége Mátyusföld gazdasági és kulturális életének fejlődése szempontjából (2012)